# Ruś Biała

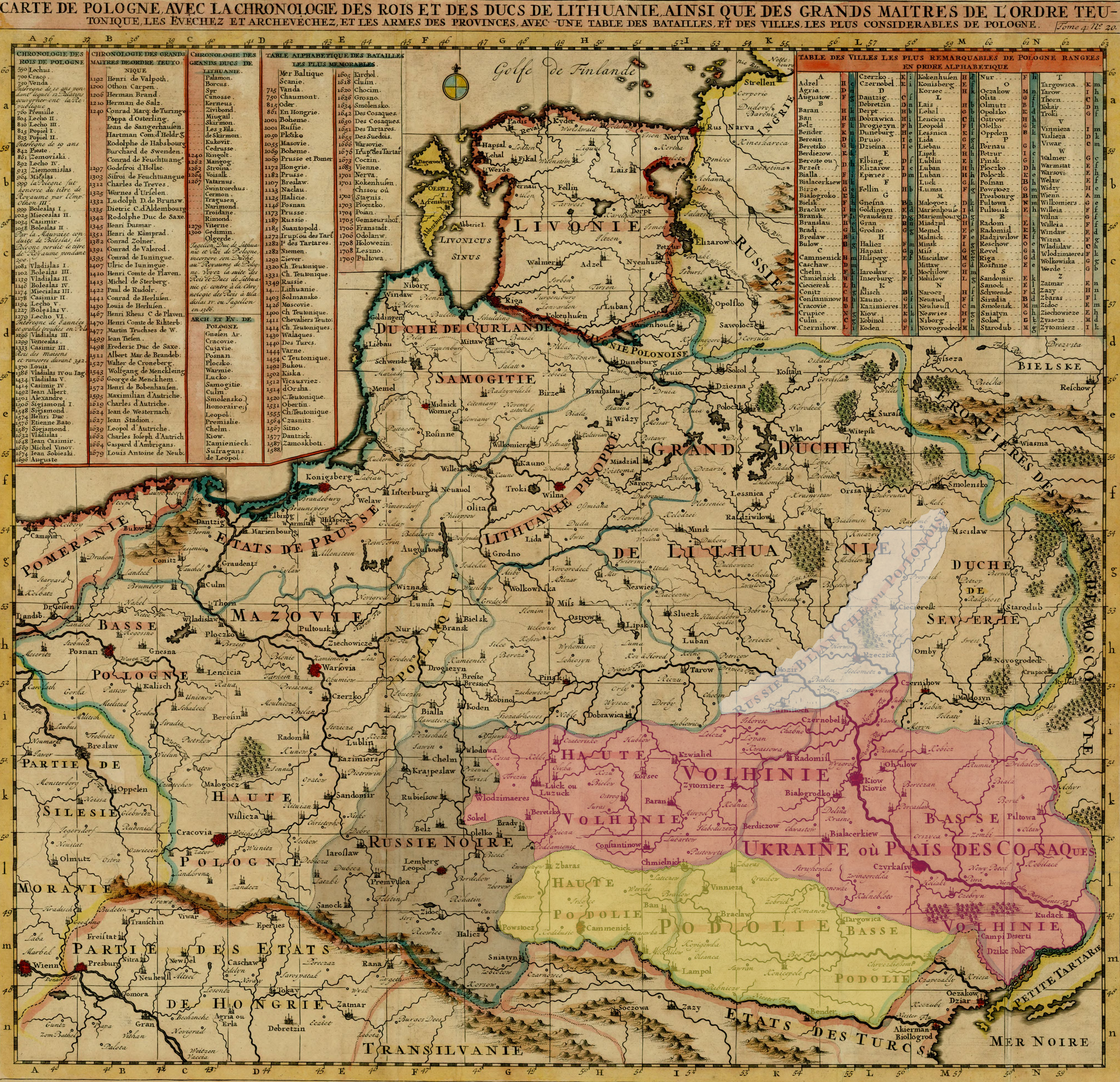
Mapa Henri Chatelain’a z 1712 roku, na której kolorem białym zaznaczono Białą albo Polską Ruś (Russie blanche ou polonoise)

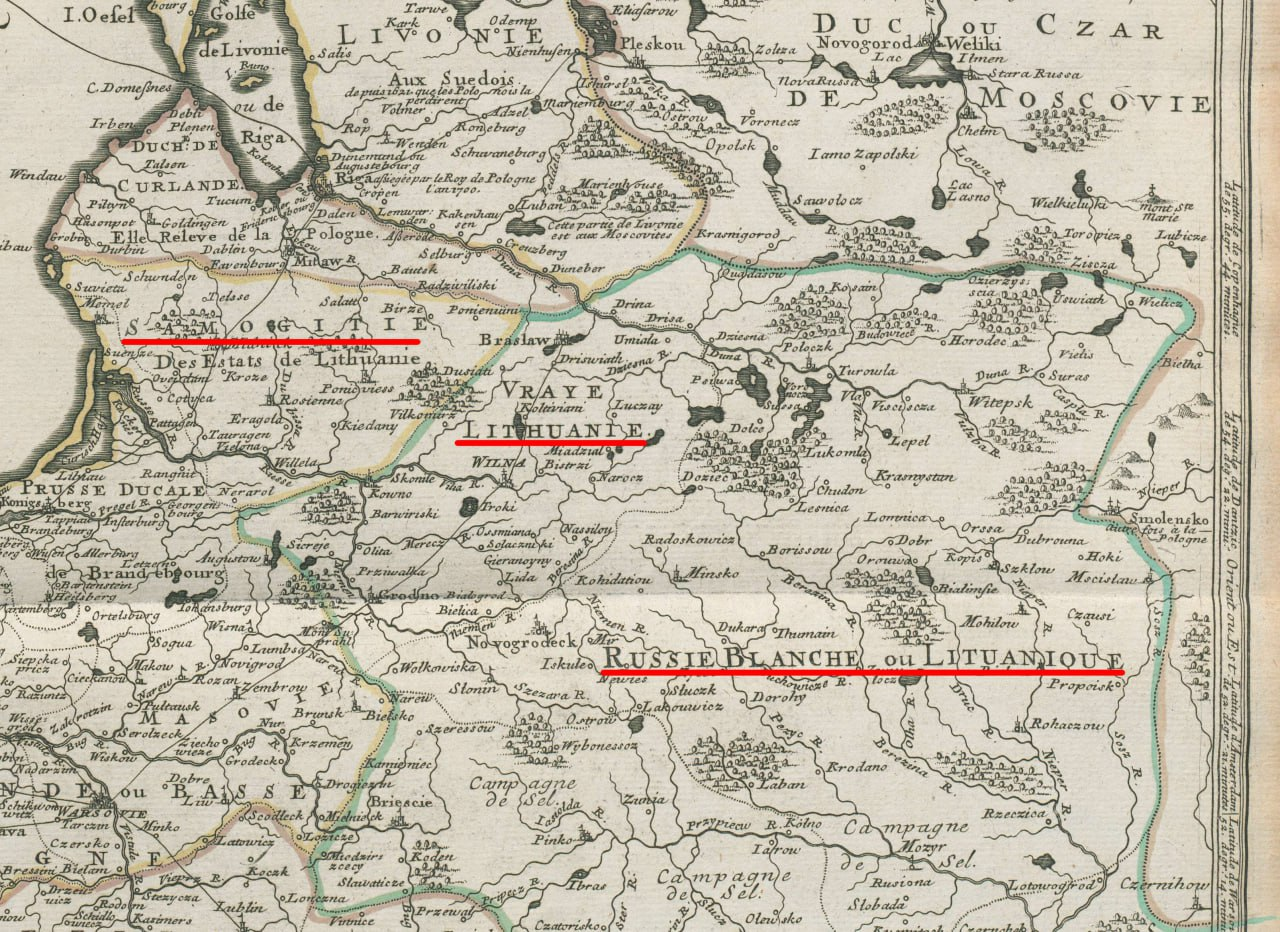
Wielkie Księstwo Litewskie francuskiej mapie z 1700 roku. Źmudź (Samogitia), Litwa Prawdziwa (Vraye Lithuanie) i Ruś Biała lub Litewska (Russie Blanche ou Lituanique)

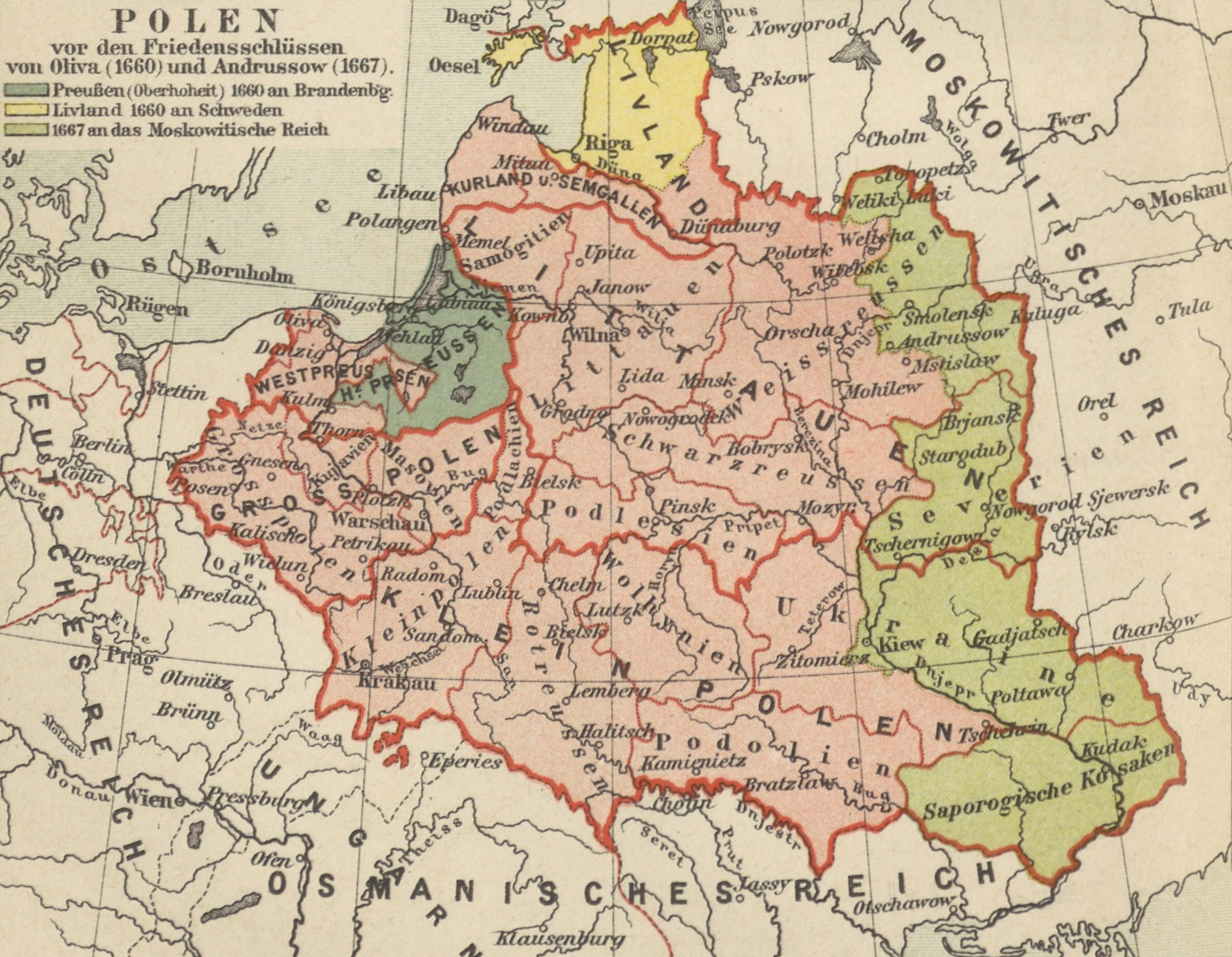
Polska w granicach z 1660 roku z zaznaczoną Białą Rusią (jako Weissreussen) na niemieckiej mapie z 1890 roku

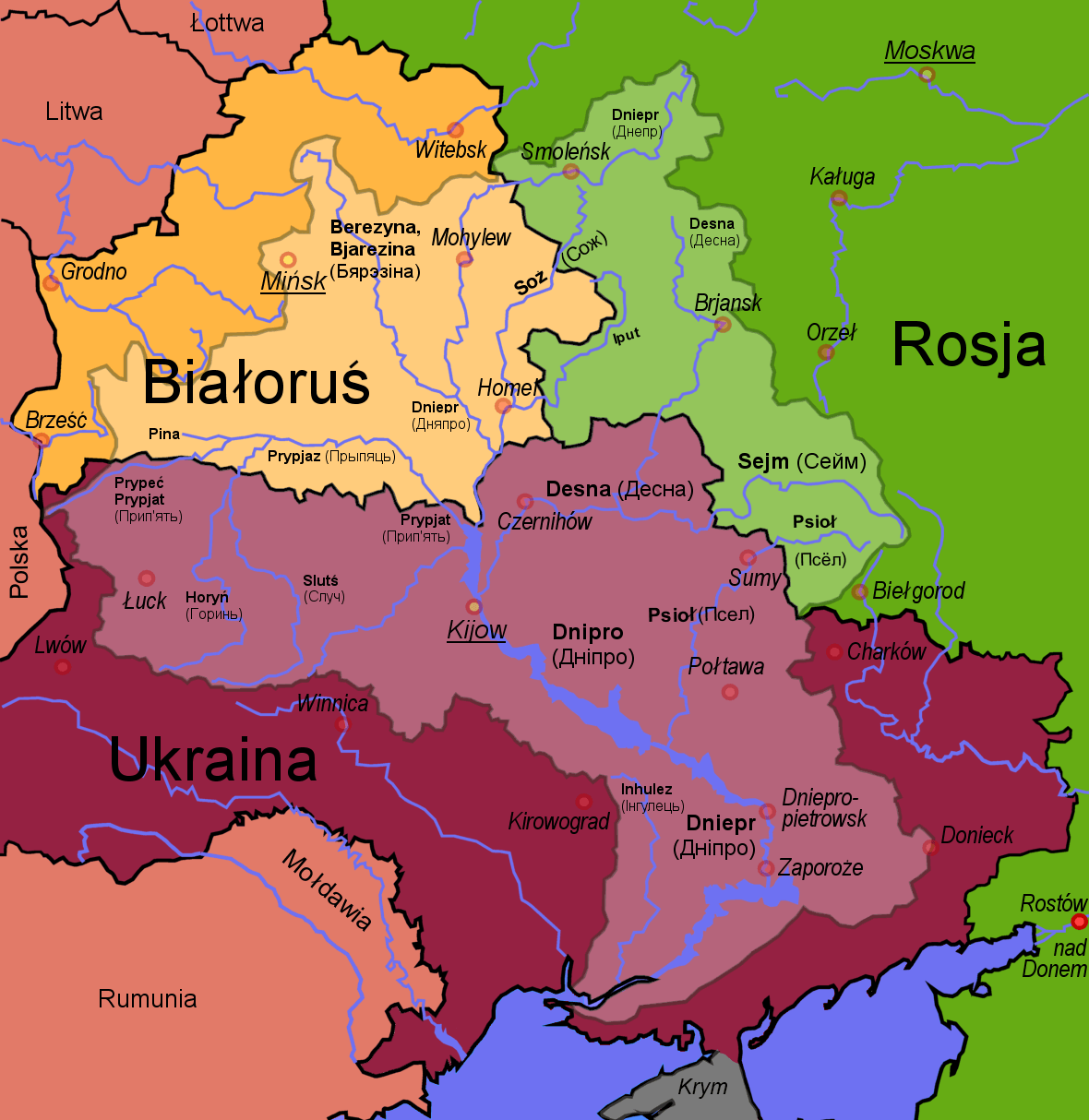
Mapa dorzecza Dniepru

Ruś Biała – kraina historyczna na terenie dzisiejszej Białorusi i częściowo Rosji, położona w dorzeczu górnego Dniepru, między Ptyczem i Desną oraz w górnej części dorzecza Dźwiny, główne miasta: Mińsk, Mohylew, Smoleńsk, Połock, Witebsk i Mścisław. W historiografii polskiej definiowana jako obszar województw mińskiego (bez południowych powiatów rzeczyckiego i mozyrskiego, przynależących do Rusi Czarnej), mścisławskiego, połockiego, witebskiego i smoleńskiego (bez części południowej).
Do 1084 r. część Rusi Kijowskiej, potem jej księstwo zależne. Od XIII-XIV wieku pod panowaniem Wielkiego Księstwa Litewskiego, od 1569 aż do rozbiorów w składzie Rzeczypospolitej, potem część Imperium Rosyjskiego.

## Nazwa
| Północna Eurazja | Północ | Wschód | Południe | Zachód | Centrum |
| ---------------- | ------ | ------ | -------- | ------ | ------- |
| Słowianie        |        |        |          |        | –       |
| Chiny            |        |        |          |        |         |
| Ainu             |        |        |          |        |         |
| Tureckie         |        |        |          |        |         |
| Kałmucy          |        |        |          |        | –       |
| Tybet            |        |        |          |        |         |

Niektórzy uczeni przypuszczają, że „kolorowe” nazwy Rusi powstały w XIII wieku i były zapożyczeniem od ludów ałtajsko-tureckich, które używały kolorów do oznaczenia kierunków geograficznych (czerwień = południe, biel=zachód, czerń=północ). Przykładowo tur., tuw., ałt. wyraz „kara” znaczy zarówno „czarny”, jak i „północ”, a w chińskim 红 (hóng) oznacza czerwień, ogień i południe. Przyjmując słowiańską logikę kolorów biały to północ (Biała Ruś), czarny to południe (Czarna Ruś), a czerwony to zachód (Czerwona Ruś, najbardziej na zachodzie położona część Rusi).
Ruś Biała dała nazwę współczesnej Białorusi.